# Luchtgeweer

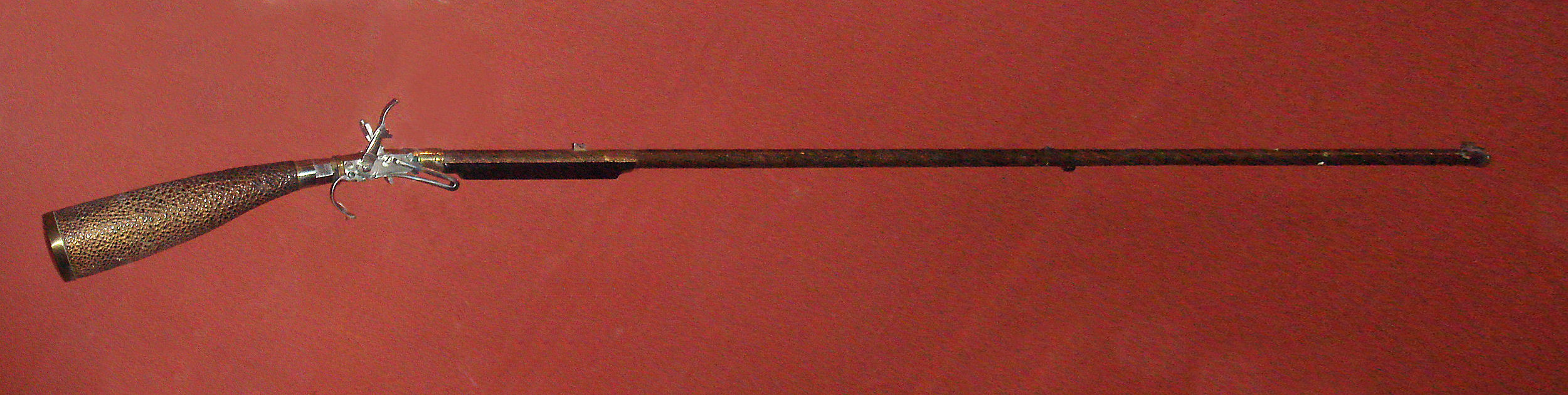
Klassiek luchtgeweer ontworpen door de Japanse uitvinder Kunitomo, circa 1820-1830

Een luchtgeweer (soms: luchtdrukgeweer, luchtbuks of windbuks) is een geweer waarbij de kogel door expansie van een gecomprimeerd gas naar buiten wordt geduwd. Dit in tegenstelling tot een vuurwapen waarbij de druk ontstaat door de ontploffing van een lading explosief materiaal (meestal buskruit). Het luchtgeweer valt onder de wapengroep luchtdruk. Een pistool volgens het principe van het luchtgeweer wordt analoog luchtdrukpistool, luchtpistool of windpistool genoemd.

## De voortstuwing
Er zijn, zowel voor luchtpistolen als luchtgeweren, verschillende technieken om de kogel door middel van luchtdruk met voldoende snelheid naar buiten te duwen. De snelheid waarmee de kogel de loop verlaat (ook wel mondingssnelheid genoemd) wordt voor het grootste deel beïnvloed door de druk die in het voortstuwingssysteem wordt opgebouwd. Daarvoor bestaan grofweg twee soorten technieken: veerdruksystemen en gasdruksystemen. 

### Veerdruk

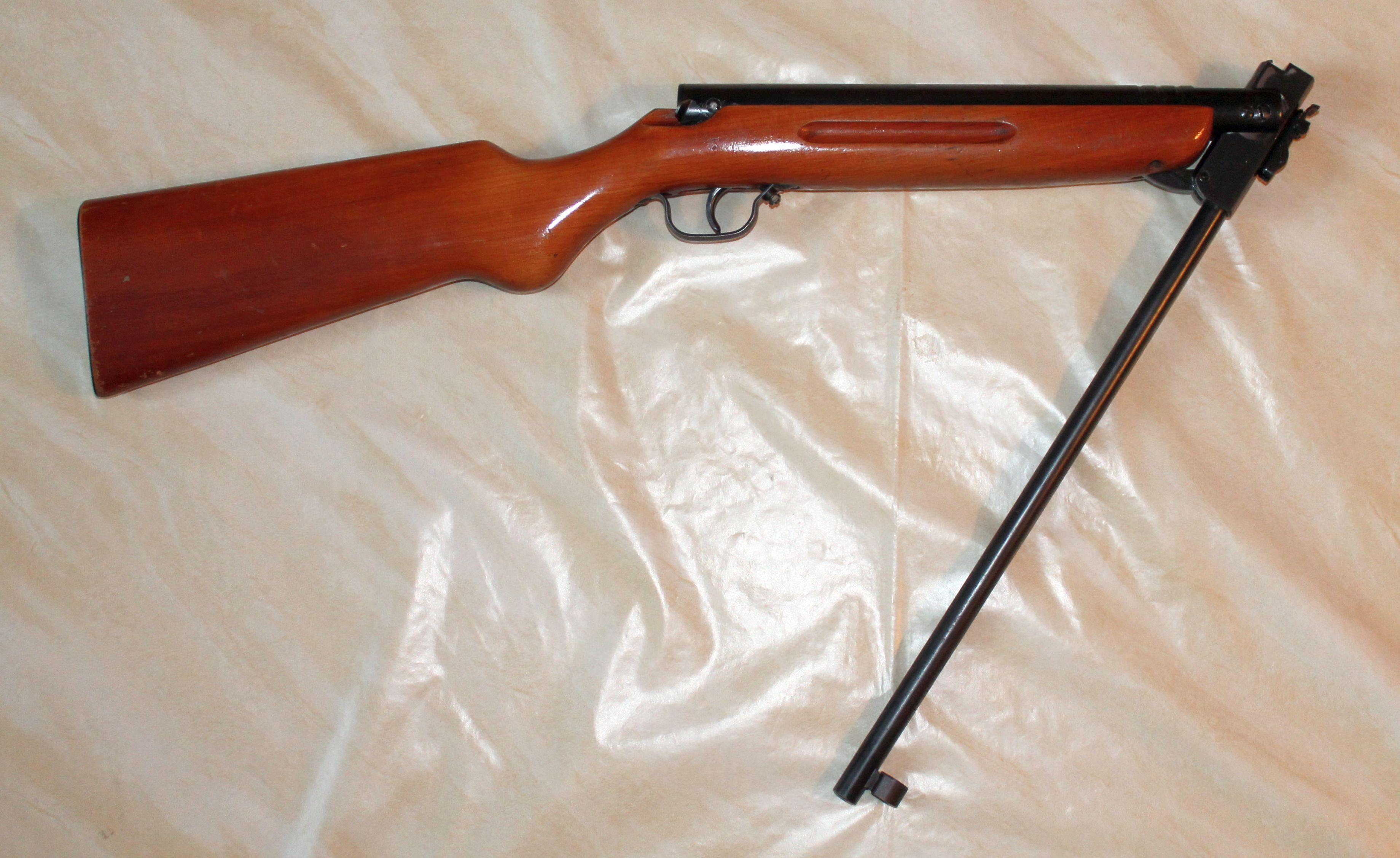
Knikloop

Bij het veerdruksysteem wordt de luchtdruk opgebouwd door een zuiger, die door een veer met hoge snelheid naar voren wordt geduwd in een cilinder. Aan het uiteinde van de cilinder bevindt zich een kleine opening, die rechtstreeks uitmondt in de loop van het geweer. De veer wordt op spanning gebracht door spierkracht te gebruiken. Ook hiervoor bestaan verschillende systemen. Veel luchtgeweren hebben een zgn. knikloop. Door de loop vanuit horizontale positie ca. 100 graden omlaag te knikken, wordt het geweer gespannen. Andere luchtgeweren gebruiken een spanhendel onder de loop of aan de zijkant van het geweer. Het resultaat is steeds dat de zuiger in zijn achterste stand wordt vergrendeld. Zodra de trekker wordt overgehaald, wordt de zuiger losgelaten.
Een eigenschap van veerdrukwapens is dat deze enkelschots zijn. Voor elk schot moet de spanprocedure worden herhaald.
Voordelen van het veerdruksysteem zijn de relatief eenvoudige constructie en de relatieve onderhoudsvrijheid. Nadeel is dat de zich snel verplaatsende zuiger twee reacties veroorzaakt: eerst een terugslag door de ontspanning van de veer en de plotselinge beweging van de massa van de zuiger, en dan een negatieve terugslag wanneer de zuiger plotseling tot stilstand komt aan het eind van de drukkamer.
Deze dubbele reactie, die zich uiteraard in zeer korte tijd afspeelt, bemoeilijkt niet alleen het leven van een eventueel gemonteerde richtkijker, maar ook van de schutter. Het nauwkeurig schieten met veerdrukwapens vereist een bijzondere consistentie van de schutter. Eventuele inconsistenties in de schotafwikkeling veroorzaken bij veerdrukgeweren veel grotere onnauwkeurigheid dan bij gasdrukgeweren. 
Met name om die reden wordt beginners vaak aangeraden om met een veerbuks te beginnen - de leercurve met een veerbuks is veel steiler, en het is veel makkelijker om verbeteringen in de schiettechniek terug te zien in de resultaten.
De beste schutters kunnen met een goede veerbuks resultaten bereiken die nauwelijks afwijken van de te bereiken nauwkeurigheid met een gasdruk-geweer, en die voor een doorsnee schutter met om het even welk geweer niet haalbaar zijn. Een algemene stelregel is dat iemand die geleerd heeft goed met een veerbuks overweg te kunnen, ook een betere schutter zal zijn met een gasdrukbuks.
Nog een nadeel van het veerdruksysteem is dat het geweer schade kan oplopen als het zonder kogeltje in de loop wordt "afgevuurd". De zuiger ondervindt dan namelijk geen enkele tegendruk en slaat met grote snelheid tegen de voorzijde van de cilinder. Dit bekort de levensduur van het wapen.
Een ander bijzonder 'veerdrukmodel' is de 'gasveer'. Hierbij is de mechanische veer vervangen door een luchtkolom die samengeperst kan worden. Verder is de werking (spannen) gelijk aan die van een gewoon veerwapen. Voordelen van een gasveer: geen bijgeluiden, snelle locktime, geen mechanische slijtage (van de veer), en de druk is vaak regelbaar.

### Gasdruk

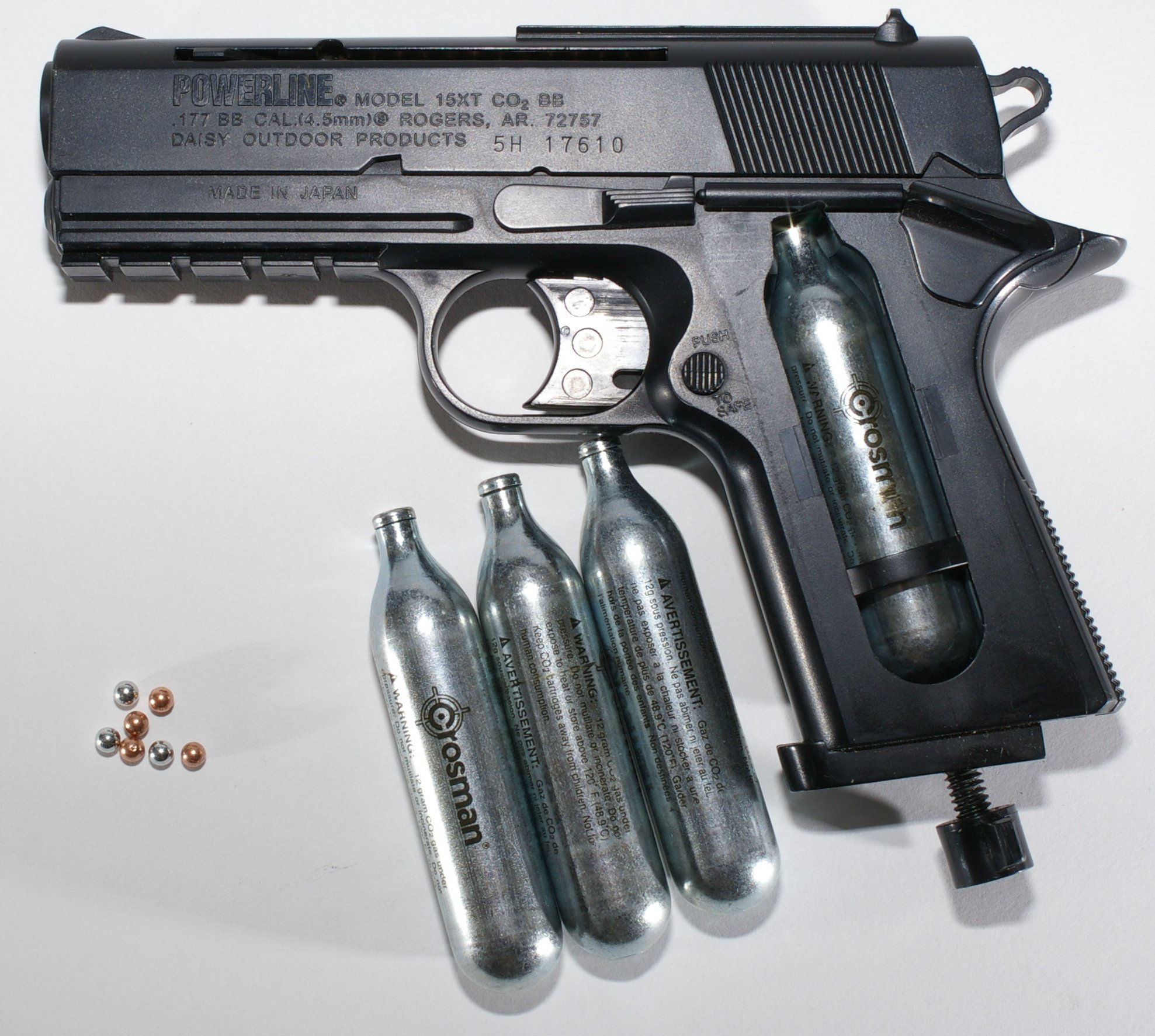
BB-pistool (4,5 mm) met CO_{2}-cartridges en BB's

Luchtgeweren die op gasdruk werken, zijn weer onder te verdelen in exemplaren waarbij er een vast of afneembaar gasreservoir (met perslucht of CO2 onder hoge druk) in het wapen zit en wapens waarbij de gasdruk voor elk schot afzonderlijk door de schutter wordt opgebouwd. Tot de laatste categorie behoren de luchtgeweren met een spanhendel aan de zijkant, waarmee de druk in één slag wordt opgebouwd, en de zogenaamde pompbuksen, waarbij de schutter meerdere pompslagen (soms wel 20) kan gebruiken om druk op te bouwen.
Bij het overhalen van de trekker wordt een ventiel geopend, waarbij een afgepaste hoeveelheid gas wordt vrijgelaten. 
Een voordeel van het gasdruksysteem is de veel vriendelijkere mechanische reactie bij het vuren (er is bij een goed afgesteld pistool of geweer nauwelijks merkbare terugslag). Nadelen zijn de duurdere constructie (er worden hogere eisen gesteld aan de afdichting, en het werken met drukniveaus tot soms 300 bar in het reservoir kan een veiligheidsrisico inhouden) en de daardoor veel hogere prijs.
Een eigenschap van luchtdrukwapens met een gasreservoir, is dat deze ook meerdere schoten achter elkaar kunnen afvoeren. Sommige van deze wapens hebben een magazijn met 5, 10 of meer kogeltjes. Voor het volgende schot moet de schutter wel het trekkermechanisme spannen, maar dit kost slechts weinig kracht.
CO2 als aandrijfgas raakt meer en meer in onbruik - niet alleen vanwege de prijs van CO2-patronen, maar ook, vanwege het feit dat het rendement van goedkope wapens op CO2 sterk afhankelijk is van temperatuurswisselingen: temperatuursschommelingen veroorzaken schommelingen in de druk die weer van invloed zijn op de precisie van het luchtgeweer. CO2 wedstrijdwapens hebben hier minder last van. Toch ziet men in de wedstrijdsport steeds meer luchtgeweren die op perslucht werken.

## De loop
De reikwijdte en precisie van het luchtgeweer worden daarnaast ook beïnvloed door de lengte en kwaliteit van de loop. De goedkopere luchtgeweren, waarbij de drukveer wordt gespannen door de loop omlaag te knikken, boeten aan precisie in doordat de loop geen vast onderdeel van het systeem uitmaakt. Door het knikmechanisme ontstaat altijd wat speling (hoe klein ook), maar bij sommige merken zoals weihrauch is het mogelijk dit weer strakker te draaien om deze speling te corrigeren. Luchtgeweren met een vaste loop kennen dit nadeel niet.
De binnenkant van de loop heeft meestal - net als bij de meeste vuurwapens - spiraalvormige groeven. De diep gelegen gedeelten noemen we trekken, de hoger gelegen gedeelten noemen we velden. Trekken en velden zorgen voor rotatie van het kogeltje om zijn lengte-as. Daardoor volgt het kogeltje een stabielere baan. Met name bij goedkope wapens kunnen de groeven ontbreken.

## Het projectiel
De energie die door middel van luchtdruk kan worden overgebracht op het projectiel, is bij luchtdrukwapens veel kleiner dan bij vuurwapens. Daarom moet het projectiel (het kogeltje of "pellet") relatief licht zijn. Het meest gebruikte projectiel is een kogeltje in de vorm van een diabolo. De achterkant van het kogeltje is hol, zodat de luchtdruk de rand van het kogeltje goed in de trekken en velden duwt. De holle achterkant van de pellet is bovendien lichter dan de volle voorkant, waardoor de noodzakelijke "drag" ontstaat die de stabiliteit tijdens de vlucht helpt garanderen, samen met het gyroscopisch effect van de door de getrokken loop veroorzaakte draaiende beweging.
Diabolo-kogeltjes worden ook gebruikt voor de wedstrijdsport. In de olympische discipline is uitsluitend de diabolo in het kaliber (diameter) .177 (4,5 mm) toegestaan in de versie "wadcutter". Dat is een diabolo met een vlak front die een perfect rond gaatje in de wedstrijdkaart ponst, zodat de uitlezing van de score zonder discussies verloopt. Bij twijfel gebruikt de jury een kaliber (instrument) van exact 4,5 mm om de afmeting en de begrenzing van het in de kaart geslagen gaatje te controleren.
Het kaliber van het kogeltje moet goed zijn afgestemd op de diameter van de loop. Hier kunnen per loop kleine variaties in voorkomen. Daarom zijn er voor de wedstrijdsport diabolo-kogeltjes verkrijgbaar in kalibers die een fractie groter of kleiner zijn dan 4,5 mm. Luchtbuksen voor recreatief gebruik, of voor de bestrijding van 'ongedierte', kunnen een groter kaliber hebben, tot zelfs 12,5 mm (.50). Doordat de massa van kogeltjes met een groter kaliber groter is, is er meer voorstuwingsenergie nodig om de kogel toch voldoende mondingssnelheid te geven.

## Toepassingsmogelijkheden
De eenvoudige luchtbuksen die op veerdruk werken, worden voornamelijk gebruikt voor recreatieve doeleinden. Doordat de meeste veerdrukwapens worden gespannen door middel van een knikloop, is de precisie in principe minder dan bij een onderspanner. De loop is in dat geval namelijk een bewegend onderdeel ten opzichte van de rest van het systeem. Echter, de huidige knikloopbuksen zijn zó goed gemaakt dat dit steeds meer slechts een theoretisch nadeel is.
Een andere toepassing is de schiettent op de kermis. De buksen die daarvoor gebruikt worden hebben een licht spansysteem. De schietafstand is immers zeer gering (slechts enkele meters). Deze buksen hebben weliswaar een vaste loop, maar maken gebruik van ronde kogeltjes. Daardoor is de precisie beperkt.
Voor de schietsport worden vrijwel uitsluitend luchtgeweren gebruikt die op gasdruk werken. Luchtgeweren voor de (Olympische) discipline 10 meter indoor zijn zeer specialistische sportwapens met een uiterst hoge precisie. De gasdruk is relatief gering, zodat het kogeltje een mondingssnelheid krijgt van ca. 170 meter per seconde. Dit is voldoende om de schietafstand van 10 meter met hoge precisie te overbruggen, mede omdat het schot vrijwel trillingvrij en zonder terugstoot plaatsvindt. De gebruikte kogeltjes hebben een voorgeschreven kaliber (diameter) van 4,5 mm. 
Voor de outdoor-disciplines (zoals Field Target en Air Rifle Silhouet Shooting) worden zeer krachtige luchtgeweren gebruikt, meestal met een mondingsenergie van 12 foot-pounds force (ft·lbf, 12 ft·lbf komt overeen met 16,3 joule) (in Nederland tot 20 ft·lbf oftewel 27 joule). Hierdoor bereiken de kogeltjes snelheden tot wel 300 meter per seconde. Dergelijke luchtgeweren worden in sommige landen gebruikt voor de jacht op klein wild (small game hunting). Voor die laatste toepassing worden meestal kogeltjes gebruikt in het kaliber 4,5 mm, 5,0 mm, 5,5 mm of 6,35 mm. Uiteraard is het ook mogelijk om grotere kalibers te gebruiken. Het kaliber 7,62 mm begint bij de krachtigste persluchtbuksen populair te worden. Koreaanse fabrikanten maken luchtgeweren met nog grotere kalibers: 9,0 mm, 11,43 mm en 12,7 mm.
Recent is door het steeds strengere regime rondom rattengif als alternatief het bestrijden van ratten met een luchtgeweer in een aantal Nederlandse provincies toegestaan; wel moet daarvoor een jachtakte behaald zijn of een cursus gevolgd worden. 

## Wetgeving in België
In België is de aanschaf en het bezit van een luchtkarabijn vrij. Voor een kort luchtdrukwapen dat een kinetische energie ontwikkelt van meer dan 7,5 joule is een vergunning nodig.
Het gebruik van luchtdrukwapens op privédomein is vrij. 
Voor gebruik op een openbaar domein dient men een wettige reden te hebben voor het dragen of gebruiken van een luchtdrukwapen. In zo'n geval moet de lokale politie op voorhand verwittigd worden.

## Wetgeving in Nederland
In Nederland, is volgens de wet, het bezit van luchtdrukwapens zonder vergunning toegestaan, mits het uiterlijk hiervan niet gelijkend is op een echt bestaand vuurwapen, of hier gelijkenissen mee vertoont. Gebruik is enkel toegestaan op eigen terrein of op een schietbaan. Bij gebruik of dragen op de openbare weg wordt een luchtdrukwapen een verboden wapen volgens de Wet wapens en munitie.
Betreffende het kaliber of de mondingssnelheid zijn er in Nederland geen beperkingen als het gaat om recreatief schieten. Voor het aanschaffen en in het bezit hebben van een luchtbuks dient men 18 jaar of ouder te zijn. Men moet daarom vaak een geldig identiteitsbewijs overleggen bij de aankoop. Als een meerderjarige een luchtbuks aan een minderjarige geeft, maken beide zich schuldig aan een strafbaar feit uit de Wet Wapens en Munitie.
Vanwege hun uiterlijk is het merendeel van de veelbesproken BB-guns (replica's gebruikt bij airsoft) wél vergunningsplichtig. Indien men aantoonbaar lid is van een airsoftvereniging is voor bepaalde situaties vrijstelling mogelijk.